# Långsjön (Bergsjö socken, Hälsingland, 687102-155803)
Långsjön är en sjö i Nordanstigs kommun i Hälsingland och ingår i Harmångersåns huvudavrinningsområde.